# 2009 en Irlande
Chronologie de l'Irlande
- 2005
- 2006
- 2007
- 2008
- 2009
- 2010
- 2011
- 2012
- 2013

## Chronologie

### Janvier 2009
- Jeudi 8 janvier 2009 : le fabricant américain d'ordinateurs Dell et plus important exportateur d'Irlande, annonce l'arrêt de sa production dans ce pays et son transfert dans son usine polonaise et chez des sous-traitants, ce qui provoque la suppression de 1 900 emplois dans l'île.

- Jeudi 15 janvier 2009 : le gouvernement annonce la nationalisation de la banque en difficultés Anglo Irish Bank.

- Jeudi 22 janvier 2009 : le gouvernement irlandais, qui détient 25,1 % du capital de l'ex-compagnie aérienne publique Aer Lingus, annonce qu'il rejette l'offre d'acquisition lancée par Ryanair sur sa rivale, estimant qu'elle la sous-valorisait et qu'elle affecterait la concurrence.

### Février 2009
- Dimanche 1er février 2009 : selon un sondage publié par le Sunday Business Post, 58 % des personnes interrogées se sont déclarées en faveur du texte de réforme des institutions européennes, tandis que 28 % ont affirmé y être opposées et 14 % étaient indécises. En faisant abstraction des indécis, les deux-tiers des Irlandais voteraient en faveur de la ratification du traité européen de Lisbonne si un second référendum était organisé en 2009[1] : « En analysant les résultats, il apparaît clairement que 20 à 25 % des personnes qui ont voté 'Non' au traité l'an dernier disent qu'ils n'iront probablement pas voter à un second référendum […] Ceux qui ont voté 'Oui' la dernière fois sont davantage susceptibles de se rendre aux urnes et de voter pareil. Et 20 % de ceux qui ont voté 'Non' la dernière fois indiquent désormais qu'ils ont changé d'avis et qu'ils voteront 'Oui' quand le référendum sera réorganisé ».

- Mardi 3 février 2009 : le gouvernement annonce l'injection de 8 milliards d'euros dans deux des grandes banques du pays, Allied Irish Banks (AIB) et Bank of Ireland (BofI). Ces deux banques « ont participé à une intense série de discussions avec le ministère des Finances tout au long du week-end pour définir les détails de l'accord et le niveau d'argent que cela implique ». Cette injection  dépasse de beaucoup le plan de recapitalisation annoncé le mois dernier par le gouvernement et qui prévoyait d'attribuer deux milliards d'euros à chacune des deux banques.

- Mercredi 11 février 2009 : le  gouvernement annonce l'injection de 7 milliards d'euros dans les deux principales banques du pays, Allied Irish Banks (AIB) et Bank of Ireland (BofI) soit un montant  plus important que celui évoquée en décembre pour  4 milliards d'euros. Selon le ministre des finances, Brian Lenihan : L'État n'a pas l'intention de prendre le contrôle de ces banques. En échange de cette aide financière, équitablement répartie, les deux banques s'engagent notamment à réduire d'au moins un tiers la rémunération des dirigeants, de 25 % celle des responsables non exécutifs, et à supprimer tout bonus et toute augmentation de salaire jusqu'à la fin 2009. En outre, elles ont accepté un moratoire sur les saisies immobilières pour les propriétaires les plus en difficulté, et de ne pas engager de telles procédures pour les résidences principales avant douze mois d'arriérés.

- Samedi 21 février 2009 :
  - Environ Modèle:Nmbre selon la police, essentiellement des fonctionnaires, manifestent à Dublin  pour protester contre le plan d'austérité annoncé par le gouvernement  en réaction à la crise économique. Ce plan, qui table sur une économie de 1,4 milliard d'euros cette année, prévoit notamment l'introduction d'une nouvelle contribution sociale sur les salaires des fonctionnaires pour financer les retraites. Le pays emploie quelque 350 000 personnes dans la fonction publique.
  - La compagnie aérienne Ryanair souhaite supprimer ses comptoirs d'enregistrement dans les aéroports d'ici à la fin de l'année pour réduire ses coûts, selon Michael O'Leary, le patron de la compagnie à bas coûts : « Tout ce que nous aurons, c'est un comptoir pour que les passagers déposent leurs bagages, autrement tout sera fait en ligne […] À terme, nous voulons qu'une personne sur cinq seulement enregistre ses bagages au comptoir ». Environ 97 % des passagers réservent déjà leurs vols en ligne et 75 % s'enregistrent aussi sur internet. Ryanair a déjà annoncé au début la suppression de 200 emplois à Dublin, dont des postes de pilotes, à la suite de la prévision d'une forte chute du trafic aérien depuis et vers Dublin.

- Vendredi 27 février 2009 : Casse géant de 7 millions d'euros dans la Bank of Ireland à  Dublin. Un des responsables, enlevé avec toute sa famille par des malfrats a été contraint de vider le coffre de son agence. Dès le lendemain la police arrête 7 malfaiteurs et récupère un tiers du butin et des armes.

### Mars 2009
- Samedi 21 mars 2009 : L'Irlande a remporté le Tournoi des Six Nations en réussissant le Grand Chelem grâce à son ultime victoire 17-15 face au Pays de Galles.

- Mardi 24 mars 2009 : Deux musées de Dublin, le Royal Hibernian Academy et le National Gallery, ont vu leurs collections s'enrichir inopinément avec l'accrochage de mystérieuses toiles représentant Brian Cowen, le premier ministre irlandais, dans le plus simple appareil. La popularité du premier ministre irlandais Brian Cowen a plongé dans les sondages alors que l'économie irlandaise a été la première en Europe à entrer en récession.

- Lundi 30 mars 2009 : Standard & Poor's abaisse de "AAA" à "AA+" la note de la dette souveraine à long terme de l'Irlande, s'inquiétant de la dégradation de ses finances publiques et de la récession frappant le pays.

### Avril 2009
- Lundi 6 avril 2009 : La compagnie aérienne Aer Lingus annonce la démission immédiate de son directeur général Dermot Mannion, en poste depuis 4 ans, temporairement remplacé par le président Colm Barrington. Dermot Mannion a dirigé la privatisation d'Aer Lingus en 2006. Selon la direction « dans un contexte de marché difficile, le conseil d'administration et la direction étaient déterminés à maximiser le chiffre d'affaires, à réduire les coûts tout en maintenant un bilan solide pour apporter de la valeur aux actionnaires ».

- Mercredi 15 avril 2009 : Le gouvernement durcit les conditions d'accès au marché du travail pour les travailleurs immigrés, hors pays de l'Espace économique européen, en réaction à la progression du chômage afin de laisser, selon le vice-premier ministre, Mary Coughlan, chargée des Entreprises, du Commerce et de l'Emploi, « un maximum de chances » aux Irlandais ou aux citoyens de l'Espace économique européen (EEE) d'obtenir les emplois disponibles. Le taux de chômage a bondi pour atteindre 11 % en mars, son plus haut niveau depuis plus de 13 ans, alors que le pays a été en septembre le premier pays européen à entrer en récession[2].

- Samedi 18 avril 2009 : La compagnie aérienne Ryanair annonce sur son site internet réfléchir à l'introduction d'une « taxe pour les gros » sur ses vols. Cette taxe serait basée sur l'indice de masse corporelle des clients. La compagnie pourrait aussi demander aux passagers en sur-poids de payer pour un deuxième siège afin de bénéficier de plus de confort.  Certaines compagnies aériennes américaines ont déjà adopté cette politique, ou contraignent les passagers en surpoids à acheter un billet en classe affaire, où les sièges sont plus larges.

- Mercredi 29 avril 2009  : Le pays pourrait connaître une très importante récession avec un PIB en chute de -11,6 % pour la période 2008-2010 et -14 % pour le PNB.

### Mai 2009
- Samedi 2 mai 2009 : Premier cas confirmé de grippe H1N1.

- Mercredi 20 mai 2009,  Irlande : Selon le rapport de 2 500 pages de la Commission d'enquête irlandaise, « les abus sexuels [et les tortures] étaient endémiques dans les institutions pour garçons » dirigées par l'Église catholique depuis la fin des années 1930 jusqu'aux années 1990 et « les autorités religieuses savaient que les abus sexuels étaient un problème persistant dans les [216] institutions religieuses masculines ». Le rapport accuse l'Église catholique de « ne pas avoir écouté les personnes qui se plaignaient d'abus sexuels survenus par le passé ou de ne pas les avoir crues en dépit de preuves recueillies dans des enquêtes policières, de condamnations criminelles ou de témoignages »[3],[4],[5].

### Juin 2009
- Mardi 2 juin 2009 : La compagnie aérienne irlandaise Ryanair annonce une perte nette de 169,17 millions d'euros en 2008/09, due notamment à une dépréciation de sa part dans Aer Lingus, mais elle a estimé qu'elle reviendrait à un bénéfice de 200 à 300 millions d'euros dès cette année.

- Samedi 6 juin 2009 : Le parti du premier ministre Brian Cowen, le Fianna Fáil (centre), a subi une des pires défaites électorales de son histoire lors du triple scrutin qui alliait des européennes, pour 12 députés, des locales pour 1 627 représentants locaux et deux législatives partielles. Il n'a recueilli que 24 % des suffrages (-8 pts), contre 34 % pour le Fine Gael (opposition, +6,5 pts) et 17 % pour le Labour (travaillistes, +5,5 pts). La participation s'est élevée à plus de 55 %.

- Vendredi 12 juin 2009 : La compagnie aérienne Aer Lingus, ancienne compagnie nationale, qui connaît de fortes difficultés, annonce la suspension de 25 % de ses vols long-courriers à destination et en provenance des États-Unis depuis Dublin et Shannon. Selon Ryanair, principal actionnaire d'Aer Lingus, ces annonces « illustrent l'erreur faite par la direction et le gouvernement quand ils ont rejeté l'offre de Ryanair qui proposait en janvier de doubler la flotte à 60 appareils, créant ainsi 1 000 nouveaux emplois ».

- Mardi 23 juin 2009 : Le premier ministre Brian Cowen, annonce l'organisation début octobre d'un nouveau référendum sur le traité de Lisbonne, malgré un premier rejet du traité par les Irlandais en 2008.

### Juillet 2009
- Dimanche 19 juillet 2009 : Mort à New York de l'écrivain Frank McCourt (78 ans), prix Pulitzer pour son roman Les Cendres d'Angela.

### Octobre 2009
- Vendredi 2 octobre 2009 : Nouveau référendum sur le traité de Lisbonne, approuvé par 67,13 % des suffrages. Le premier, organisé il y a 16 mois, avait connu la victoire du « non » avec 53,7 %.